# Raptado (romance)
Kidnapped (Raptado) é uma ficção histórica de aventuras do escritor escocês Robert Louis Stevenson, escrita como um romance para meninos e publicada pela primeira vez na revista Young Folks de maio a julho de 1886. O romance atraiu os elogios e a admiração de escritores tão diversos como Henry James, Jorge Luis Borges e Hilary Mantel. Uma continuação, Catriona, foi pulicada em 1893.
Raptado baseia-se em eventos reais da Escócia do século XVIII ocorridos após os  Levantes Jacobitas de  1745. Muitos dos personagens são pessoas reais, inclusive um dos principais, Alan Breck Stewart. A situação política da época é retratada de vários pontos de vista, e a população das Terras Altas escocesas (Highlands em inglês) é tratada com simpatia.

## Resumo
Em junho de 1751, na Escócia, o jovem David Balfour cumpriu os últimos desejos de seu falecido pai e dirigiu-se para o Castelo de Shaws, onde morava seu último parente vivo, seu tio Ebenezer. David rapidamente percebe que este está tentando privá-lo de sua herança, não hesitando em atentar contra sua vida. Mas antes que possa fazer qualquer coisa, David é sequestrado e forçado a embarcar no Covenant, um brigue com destino às Carolinas. Condenado a ser vendido como escravo numa plantação, os dias escoam a bordo do navio e toda a esperança parece perdida para David. O destino então coloca um aliado providencial em seu caminho na pessoa de Alan Breck Stewart, um orgulhoso jacobita Highlander (habitante das Terras Altas escocesas), náufrago cujo barco foi abalroado pelo Covenant e que foi recolhido a bordo. David alerta Alan Breck contra os homens que acabaram de salvá-lo, que não hesitarão em assassiná-lo para confiscar seus bens. Os dois então unem forças e graças à destreza de Alan Breck como espadachim conseguem manter a tripulação afastada. Uma trégua é estabelecida com os marinheiros mas, quando todo o perigo parece ter passado, o Covenant choca-se com um recife durante uma manobra perigosa e David é lançado ao mar. Primeiro naufraga em uma ilha, depois chega à costa escocesa e inicia uma caminhada pelas Terras Altas, onde volta a encontrar Alan Breck. Os dois testemunham o assassinato de Colin “Roy” Campbell de Glenure, mais conhecido como Red Fox (Raposa Vermelha). Tornando-se suspeitos do assassinato e perseguidos pelos soldados de Red Fox, David e Alan Breck não têm escolha senão entrar na clandestinidade e fugir. Procurados durante vários dias por soldados ingleses através das Highlands (Terras Altas), os dois fugitivos conseguiram, após muitos deslocamentos, chegar a Queensferry. Lá, com a ajuda de Alan Breck, David confrontará o tio e recuperará o direito à herança do pai.